# مسجد ساوط بجستان
مسجد ساوط بجستان مربوط به دوره قاجار است و در شهرستان بجستان، شهر بجستان، محله ساوط واقع شده و این اثر در تاریخ ۶ مهر ۱۳۸۴ با شمارهٔ ثبت ۱۳۴۹۷ به‌عنوان یکی از آثار ملی ایران به ثبت رسیده است.